# Erste Thüringer Keksfabrik
Die Erste Thüringer Keksfabrik war ein 1902 von Richard Bohlig in Bad Liebenstein gegründetes Unternehmen.

## Die ersten Jahre des Unternehmens

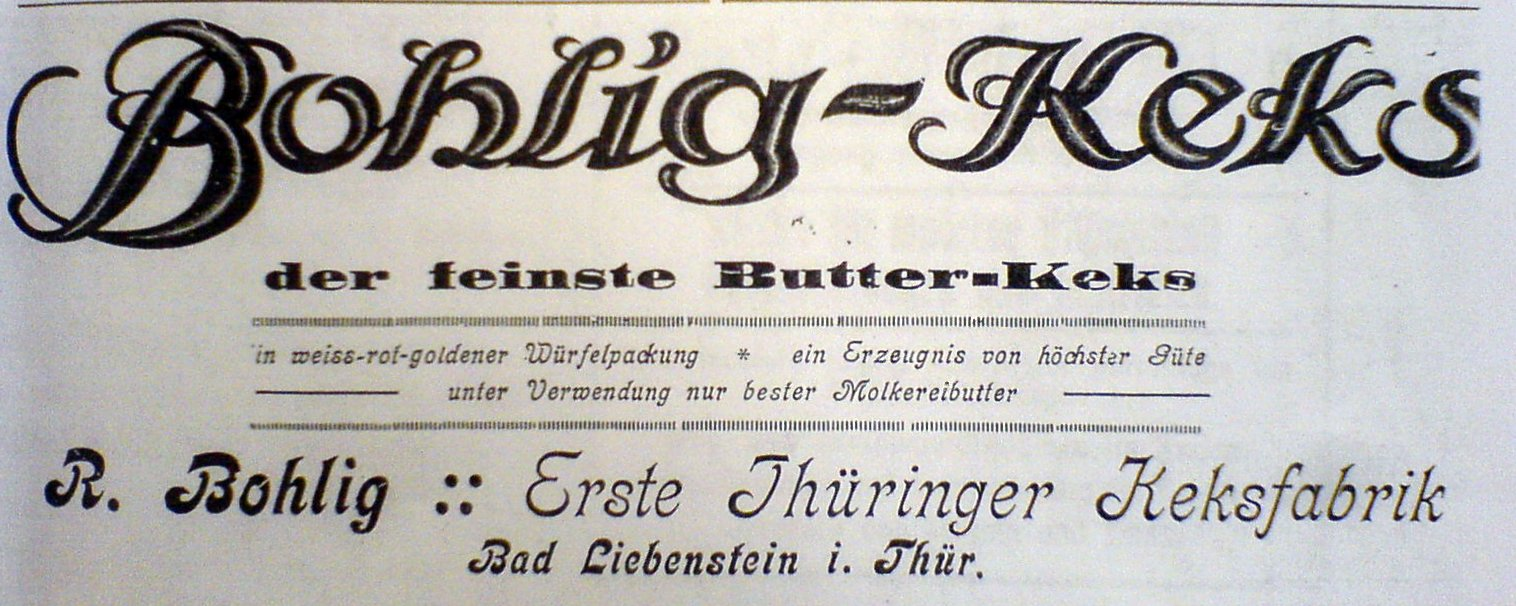
Werbeanzeige des Unternehmens aus den zwanziger Jahren

Der 1897 nach Bad Liebenstein gekommene Richard Bohlig arbeitete zunächst als Geselle bei der Bäckerei Kruspe in Bad Liebenstein und erkannte die vielfältigen Absatzmöglichkeiten für Back- und Konditoreiwaren im bekannten Herzheilbad. 1902 baute er in der Barchfelder Straße in Bad Liebenstein ein Wohngebäude mit Fabrik. Dort konnten Brot, Brötchen, Kuchen und Torten industriell hergestellt werden.
In den nächsten Jahren entstanden im Ort zwei Bäckereien, später wurde eine dritte in Tabarz eröffnet und das Fabrikgebäude erweitert. Es wurden Niederlassungen in Berlin, Breslau, Hamburg, Barchfeld und Leipzig sowie Cafés in der Feodora, im Palais Weimar und in einem Gebäude neben dem ehemaligen Bürgermeisteramt in Bad Liebenstein eröffnet. Zu der eigentlichen Keksfabrik in Bad Liebenstein kam noch eine Schokoladenfabrik hinzu. Zu Hochzeiten des Unternehmens 1930 wies die 16-seitige Angebotsliste 219 verschiedene Artikel aus, das Unternehmen hatte etwa 100 Mitarbeiter. Eines der bekanntesten Produkte des Unternehmens war das Ribolinchen, ein puppenförmiges, süßes Gebäck, dessen Bezeichnung sich aus den jeweils ersten beiden Buchstaben der Worte Richard Bohlig Liebenstein zusammensetzte.
Nachdem es 1928 zu einem Brand in der Fabrik gekommen war, gab es Ende der dreißiger Jahre Pläne, das Fabrikgebäude erneut deutlich zu erweitern, dies konnte jedoch bedingt durch den Zweiten Weltkrieg nie realisiert werden. Außerdem wollte Richard Bohlig den Komplex um ein neugebautes Café an der Kreuzung Barchfelder Straße/Bahnhofstraße erweitern, dies wurde ihm jedoch nach Erwerb des Grundstücks untersagt. Hintergrund war ein schwerer Verkehrsunfall, der durch die durch das an dieser Stelle stehende Haus verursachte schlechte Sicht ausgelöst wurde. Die Stadt Bad Liebenstein untersagte daraufhin die Neubebauung. Da aber mit dem Abriss des alten Gebäudes bereits begonnen worden war, blieb die dadurch entstandene Baugrube insgesamt sieben Jahre an dieser Ecke bestehen. An dieser Stelle stehen heute mehrere Bäume.
Noch bis 1938 war Richard Bohlig im Stadtrat vertreten, obwohl er niemals der NSDAP angehörte und vehement gegen die Partei stritt. Nachdem es zu Judenverfolgungen gekommen war, versorgte er jüdische Bürger unentgeltlich mit Produkten aus seiner Fabrik. 1942 wurden sämtliche Produktionsmittel beschlagnahmt, Richard Bohlig wurde nur der Weiterbetrieb einer Bäckerei gestattet. In den Fabrikräumen selbst wurden andere Unternehmen angesiedelt, so war etwa Telefunken während des Krieges für einige Jahre im Gebäude vertreten.

## Entwicklung in der DDR

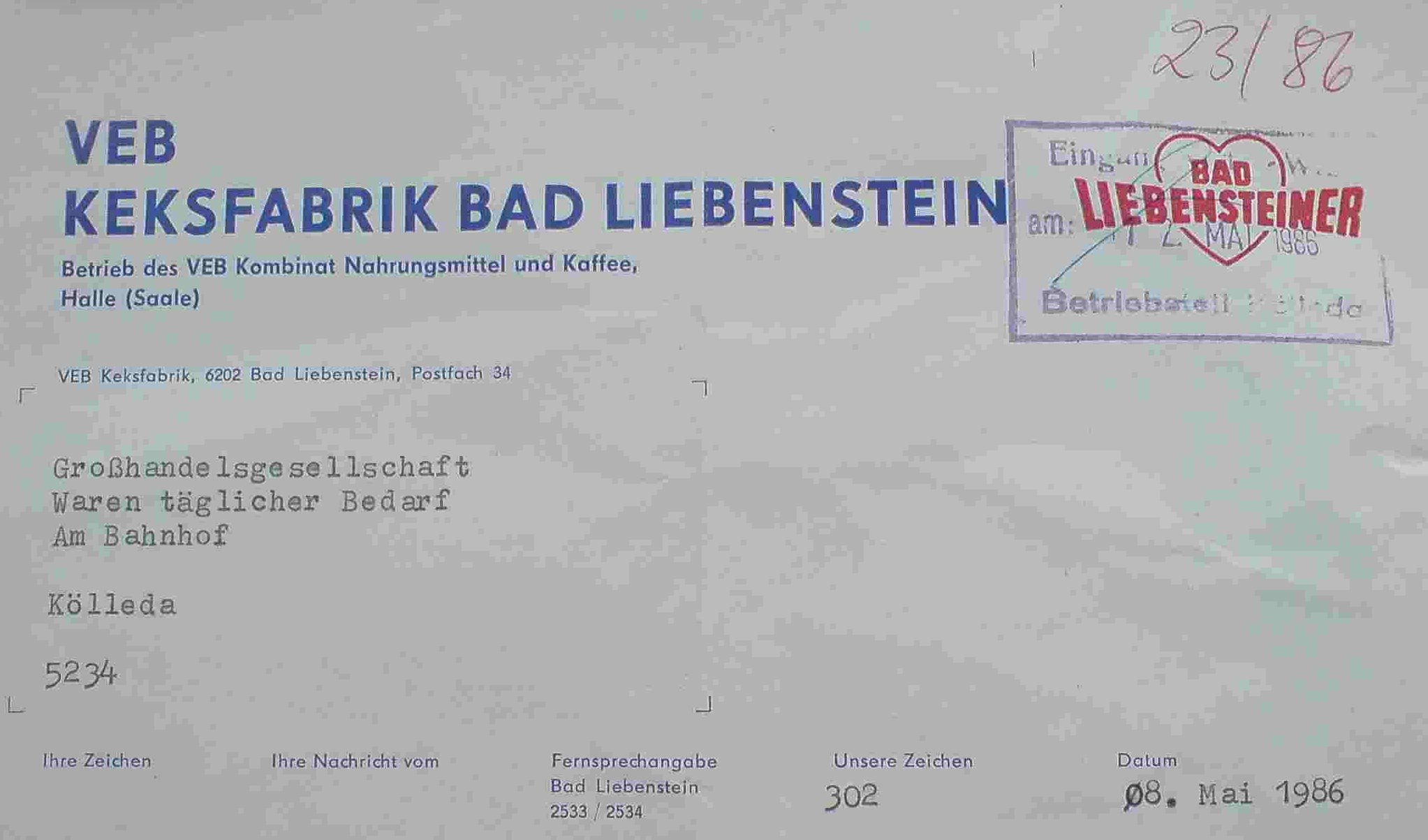
Briefkopf des VEB Keksfabrik Bad Liebenstein von 1986

Nach dem Ende des Zweiten Weltkriegs wurde das Unternehmen 1945 aufgrund eines sowjetischen Befehls beschlagnahmt und 1948 enteignet, obwohl sich der zunächst vorgebrachte Vorwurf einer Zusammenarbeit Bohligs mit der NSDAP schon nach kurzer Zeit als haltlos erwies. In der DDR lief die Produktion als „VEB Keksfabrik Bad Liebenstein, Betrieb des VEB Kombinat Nahrungsmittel und Kaffee Halle“ weiter. Das zu dieser Zeit wohl beliebteste Produkt waren die „Bad Liebensteiner Salzstangen“, welche auf der Verpackung ein stilisiertes rotes Herz (als Hinweis auf das Herz-Heilbad) mit der darüber liegenden Schrift (Bad Liebensteiner) trugen. In dieser Zeit begehrt waren auch die „Campingkekse“, welche in der Fabrik hergestellt wurden. Am 2. Juli 1968 kam es durch Brandstiftung erneut zu einem Brand in der Fabrik.

## Nach der Wiedervereinigung

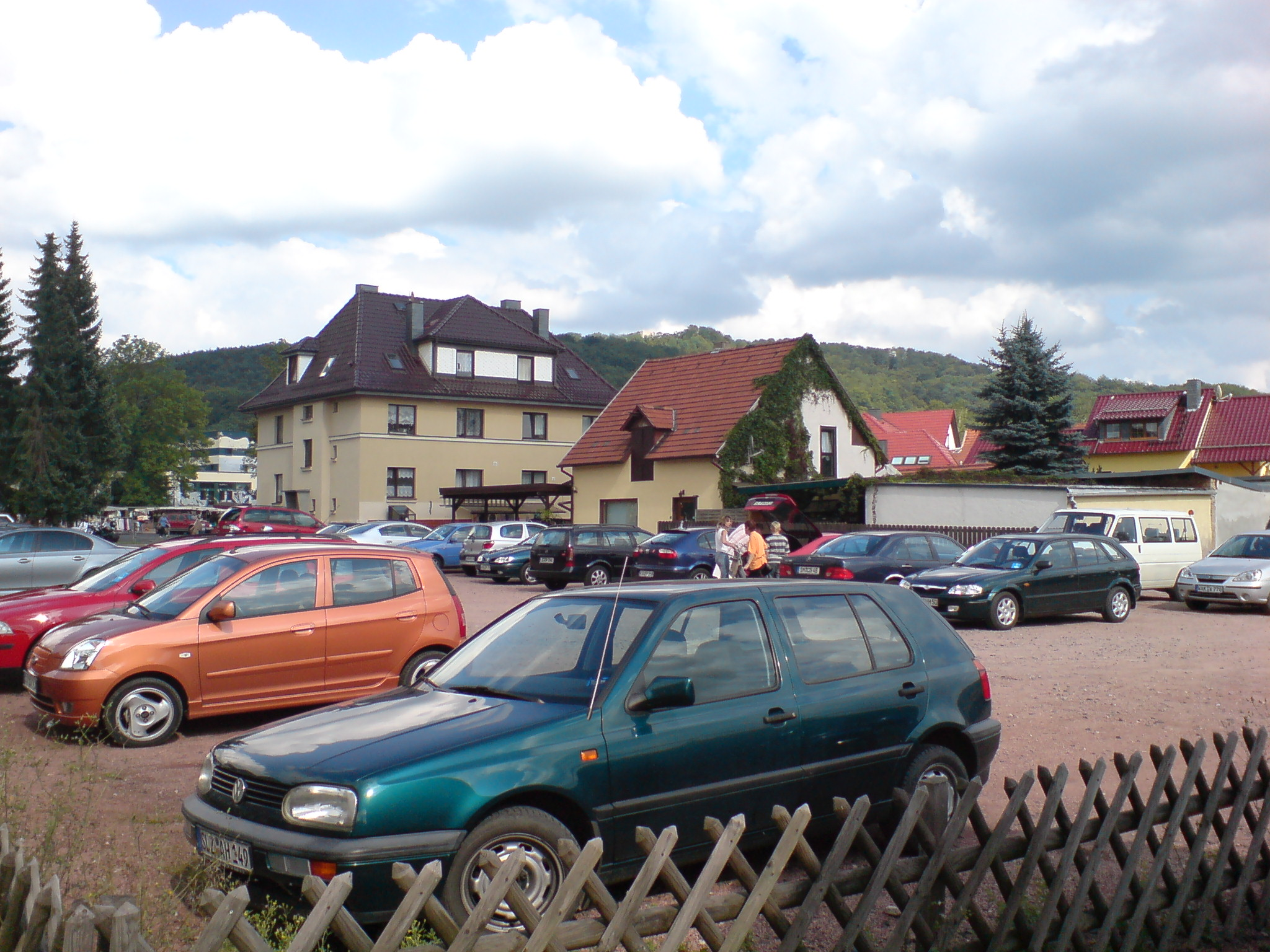
Gelände der ehemaligen Keksfabrik im August 2007

Obwohl sich die Familie des am 24. Juni 1952 verstorbenen Richard Bohligs nach der Wiedervereinigung um die Rückübertragung des enteigneten Eigentums bemühte, verkaufte die Treuhandanstalt die gesamte Fabrik 1991 mit beträchtlichen öffentlichen Fördermitteln für 485.000,- DM an die Firma Bahlsen. Grundstücke und Gebäude sowie Rezepturen und Markennamen gingen somit an Bahlsen über, obgleich ein ernsthafter Weiterbetrieb der Fabrik nie vollzogen wurde. Vorhandene Fabrikationsmittel wurden in Ostblockstaaten verkauft, die restliche Wirtschaftstätigkeit (es wurden anderenorts hergestellte Backwaren verpackt und ein kleiner Fabrikverkauf betrieben) wurde 1998 eingestellt. Im Hauptgebäude befanden sich zu der Zeit ebenfalls eine Reihe von kleineren (eingemieteten) Unternehmen, wie eine Fahrschule, ein Obstgeschäft, eine Eisdiele und eine Musikschule.
Im Jahr 2000 erfolgten der Abriss des alten Fabrikgebäudes und der Verkauf aller im Laufe der Jahre entstandenen Nebengebäude. Heute befindet sich auf dem Areal ein öffentlicher Parkplatz.

## Belege
1. ↑  siehe: http://www.feuerwehr-schweina.de/index.php? Chronik der Freiwilligen Feuerwehr Schweina